# Арна (Сирия)
Арна (араб. عرنة‎) — деревня на юго-западе Сирии, расположенный на территории мухафазы Дамаск. Возле деревни берёт начало река Эль-Аавадж.
В деревне в горах Хермона имеются плантации яблонь, вишен и других фруктов. Население по вероисповедению — друзы и греческие православные.